# Jürg Hoigné

Jürg Hoigné (1990)

Jürg Alex Hoigné-Zimmerli (* 19. Mai 1930; † 15. April 2014 in Zürich; heimatberechtigt in Zürich) war ein Schweizer Chemiker und Professor an der ETH Zürich.

## Leben

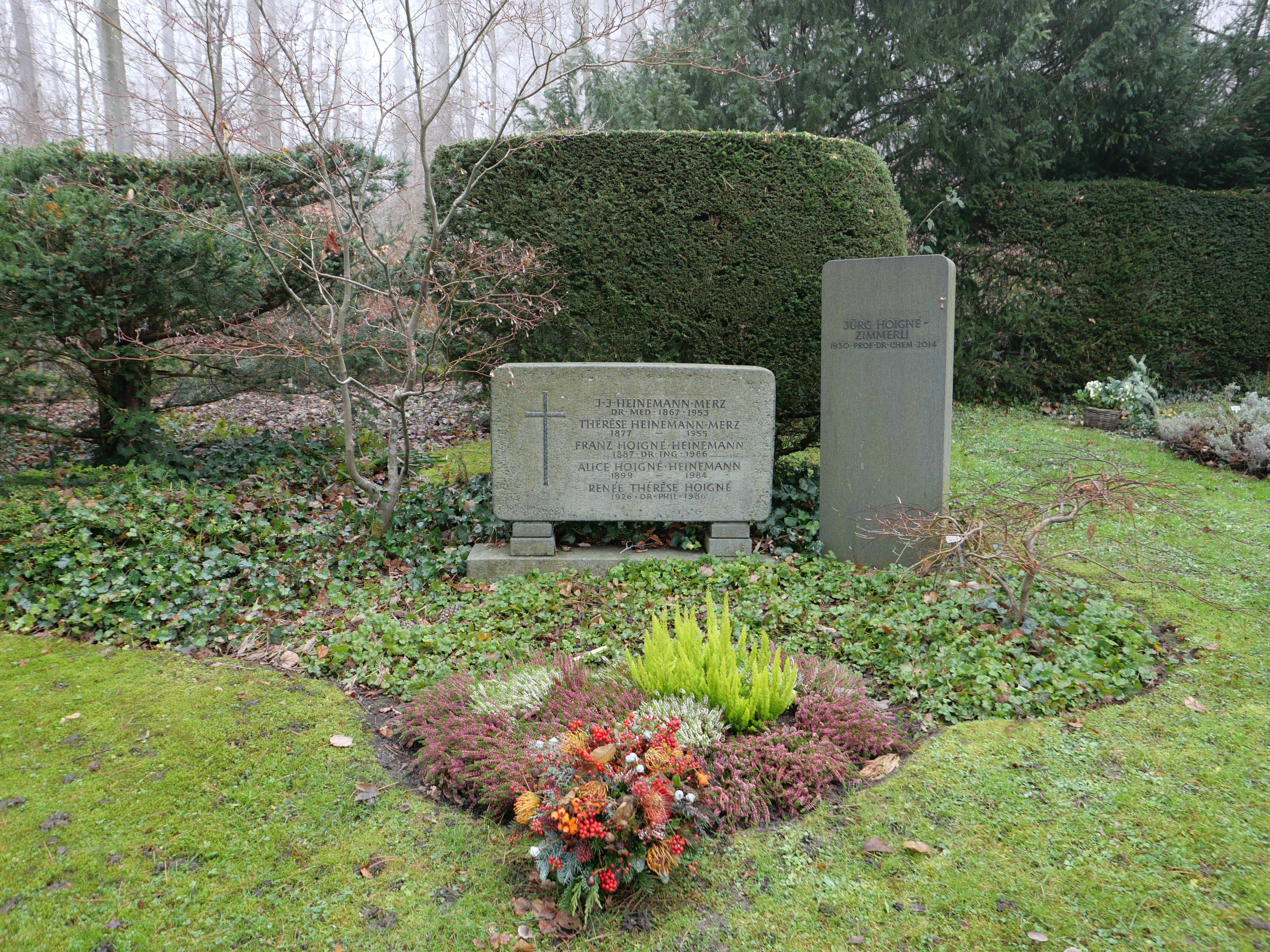
Das Familiengrab

Jürg Hoigné verbrachte nach seinem Doktorat am Laboratorium für Physikalische Chemie der ETH Zürich im Jahr 1958 zwei Jahre als Postdoktorand am Brookhaven National Laboratory in den USA, bevor er für weitere fünf Jahre als Research Fellow an die ETH Zürich zurückkehrte und sich habilitierte. Anschliessend arbeitete er bis 1973 bei der Firma Inrescor AG in Schwerzenbach, wobei er gleichzeitig als Privatdozent an der ETH Zürich tätig war. Von 1973 bis 1995 war er Leiter einer Forschungsgruppe an der Eawag im Bereich der aquatischen Chemie. Gleichzeitig erhielt er seine Aktivitäten für die ETH Zürich aufrecht. Aufgrund seiner Leistungen wurde ihm im Jahr 1985 der Titel eines Professors der ETH Zürich verliehen. 1997 trat er in den Ruhestand.
Hoigné hat seine letzte Ruhestätte im Grab seiner Familie auf dem Friedhof Fluntern gefunden.

## Forschung
Jürg Hoigné hat mit seinen systematischen physikalisch-chemischen Untersuchungen wesentliche Grundlagen zum Verständnis der Mechanismen und ihrer Kinetik bei aquatischen Oxidationsprozessen erarbeitet. Die Ergebnisse seiner Arbeiten sind nicht nur bedeutsam in der Trinkwasseraufbereitung und Abwassertechnologie, sondern werden auch in zahlreichen geochemischen, ozeanographischen und Umwelt-Laboratorien angewandt. Seine systematische und grundlagenorientierte Forschung in den Bereichen Photo- und Ozonchemie ist bis heute wegweisend und hat diese Gebiete in der Umweltchemie geprägt und etabliert.
Dank seinem kritischen Denken, breiten Fachwissen und unermüdlichen persönlichen Einsatz sowie seinem offenen und freundlichen Wesen hat er seine Studenten und Mitarbeiter nachhaltig geprägt. Zudem hat Jürg Hoigné der ETH Zürich durch eine hohe wissenschaftliche Produktivität, ein grosses didaktisch-methodisches Können und einen konsequenten und engagierten Einsatz als Forscher und Lehrer grosse Verdienste eingebracht.

## Publikationen (Auswahl)
- Über die Darstellung von Anthrachinon-1,4,5,8-tetracarbonsäure. Diplomarbeit ETH Zürich, Institut für Organische Technologie, ausgef. bei Heinrich Hopff, Nr. 2678, SS 1954.
- Beiträge zur Hochfrequenztitration und zur Bestimmung von Dipolmomenten in polaren Lösungsmitteln. Dissertation ETH Zürich, 1958. In: Phytopathologische Zeitschrift. Band 33/1958, H. 1.
- Strahlungschemie flüssiger Aromaten. Heutiger Stand der Forschung. Habilitationsschriften der ETH Zürich, Nr. 104, 1964.
- als Hrsg. mit Tino Gäumann: Aspects of hydrocarbon radiolysis. Academic Press, London, 1968